# Pleodendron macranthum
Pleodendron macranthum (được gọi là chupacallos, chupagallos, hoặc chupa gallo) là một loài thực vật thuộc họ Canellaceae. Đây là loài đặc hữu của Puerto Rico.